# Wajiara
El yurutí, o wajiara, és una llengua de la branca oriental de les llengües tucanes de Colòmbia, amb al voltant de 1.200 parlants a Colòmbia i Brasil.

## Fonologia
Consonants
|            | Bilabial | Bilabial | Alveolar | Alveolar | Palatal | Palatal | Gutural | Gutural |
| ---------- | -------- | -------- | -------- | -------- | ------- | ------- | ------- | ------- |
| Oclusiva   | p        | b        | t        | d        |         |         | k       | ɡ       |
| Africada   |          |          |          |          | t͡ʃ      | d͡ʒ      |         |         |
| Fricativa  |          |          |          |          | s       | s       | h       | h       |
| Aproximant | w        | w        |          |          | j       | j       |         |         |
| Bategant   |          |          | ɾ        | ɾ        |         |         |         |         |

Vocals
|         | Frontal | Central | Posterior |
| ------- | ------- | ------- | --------- |
| Tancada | i       | (ɨ)     | u         |
| Mitjana | e       |         | o         |
| Oberta  |         | a       |           |